# Peter Petersen (pedagog)
Peter Petersen, född 26 juni 1884 i Grossenwiehe vid Flensburg, död 21 mars 1952 i Jena, var en tysk filosof och pedagog. Han hävdade pedagogiken som en självständig vetenskap.
Petersen studerade i Leipzig, Kiel och Posen som lärjunge framför allt av Karl Lamprecht och Wilhelm Wundt samt teologerna Rudolf Kittel och Otto Kirn, varefter han promoverades i Jena 1908 på avhandlingen Der Entwicklungsgedanke in der Philosophie Wilhelm Wundts. Zugleich ein Beitrag zur Methode der Kulturgeschichte. År 1911 blev han ordinarie överlärare vid gymnasiet Johanneum i Hamburg. 
Under den grundliga omgestaltning, som efter novemberrevolutionen 1918 genomfördes inom tyska skolväsendet, gick Hamburg i spetsen för reformerna. Skolorna där ställdes under omedelbar ledning av ett råd, valt av föräldrarna och vederbörande lärarkår. På förslag av denna organisation kallades Petersen 1920 till ledare för realskolan i Hamburg-Winterhude med uppdrag, att reformera denna till en fullständig läroanstalt enligt de nya pedagogiska idéerna. Planen förelåg färdig 1921, och vid detta läroverk, som fick det nya namnet Lichtwarkschule, var Petersen lärare och ledare till 1923, då han kallades till professor i pedagogik vid Jena universitet samt direktor för pedagogiska institutet och för universitetsskolan där. År 1924 hade han färdig en plan för universitetsutbildning åt samtliga skolors lärare, sålunda även åt folkskollärarna. 
Av Petersens många filosofiska och pedagogiska arbeten kan särskilt nämnas Allgemeine Erziehungswissenschaft (två band, 1924–31), i vilket han framställde grunddragen till en pedagogik, som grundas på en fast idealtro och rörande uppfostrans möjlighet och medel präglad av realistisk illusionsfrihet. Grundvalarna för pedagogiken söker han i sociologins och kulturhistoriens upptäckter rörande människans socialt anlagda natur, varvid han tillmäter skolan ringa betydelse för ungdomens uppfostran i jämförelse med det djupa inflytande, som den växande människosjälen röner av hemmet och de förhållanden, där den unge kallas att utföra sitt livsarbete. Senare utkom  Pädagogik (1932).